# 山川浩二
山川 浩二（やまかわ ひろじ、1927年 (昭和2年) 12月26日 - ）は、日本の広告評論家（広告研究家）。

## 来歴
大阪府出身。1951年に大倉高等商業学校（現・東京経済大学）卒業。
1952年に電通に入社。ラジオ局ラジオ制作部企画課に配属。三木鶏郎のCMソングのプロデュースにも携わった。プランニングセンター副部長を経て、クリエイティブ総務次長・開発部長を最後に退職（1982年）。
1988年、メディアボンドを設立し主宰を務める。
1989年、尚美学園短期大学教授に就任。葵プロモーション顧問などを経て、2012年現在はフリー。

## 電通時代の担当
ラジオ番組
- 森永エンゼルタイム（森永製菓）
- トリローサンドイッチ（キリンビール）
- 仁丹一粒エチケット（森下仁丹）

CM
- チョチョンのパ（船橋ヘルスセンター）
- はっぱふみふみ（パイロット万年筆 エリートS）
- アイ・アム・ア・チャンピオン（明治生命保険 ダイヤモンド保険）

## 受賞歴
- 第23回 日本広告業協会 吉田秀雄記念賞（1988年）

## 著書
早くから広告資料のアーカイブ化に着目し、著書も出している。
- 『圧縮情報のテクニック : テレビCMは戦う』誠文堂新光社〈ブレーンブックス〉、1968年。NDLJP:2517763。
- CMグラフィティ
- 『広告発想論』誠文堂新光社、1984年3月。NDLJP:12022738。
- 昭和広告60年史
- 大阪発これがCMだ!
- ワーディング100想